# ヒーローカンパニー
『ヒーローカンパニー』は、島本和彦とビッグバンプロジェクト（斎藤大哲）による日本の漫画。『月刊ヒーローズ』にて創刊号より連載された。

## 概要
ヒーローを描いた漫画の雑誌『月刊ヒーローズ』に2011年12月創刊号から連載された。第1話は主人公がラストに少し登場するだけで、実質上はヒーローカンパニーという会社自体の概要を描いた作品となっている。
『ヒーローズ』2012年4月号では、渡辺麻友（AKB48）が本作に登場するヒーローカンパニーの女性社員のコスプレをした写真が封入された。また2014年7月号では、映画タイアップの読み切り漫画『女子ーズ』が掲載され、チャールズがヒーローカンパニーの社員という設定のもと、本作とのハイパーリンクも行われている。
2016年8月号以降、本作は長期休載に入り、その後『ヒーローズ』自体が2020年12月号をもって休刊となったが、編集部や島本からの公式な説明告知はなく、『ヒーローズ』のホームページでも最後まで連載作品一覧に含まれていた。2019年に『朝日新聞』の記事で島本が登場した際には、高齢となった父に代わって従業員500人超の企業の社長を継いだことで漫画家との両立が難しくなり、漫画の連載を『アオイホノオ』（『ゲッサン』連載）1本に絞っていると紹介されている。
本作は2013年11月5日には警視庁の万引き防止対策ポスターに採用された。ポスターではハドウ・ダイチが主人公かのように描かれている。

## あらすじ
2XXX年、街の平和は、株式会社ヒーローカンパニーの社員であるヒーローたちによって保たれていた。主人公のアマノ・ギンガはヒーローカンパニーの採用試験に合格してヒーローになる。

## 登場人物
声はOVAのもの。
アマノ・ギンガ
声 - 入野自由
本作の主人公。23歳。スイートソルジャーデザートVでは、ソフト・イエローの代役を務める。
ハドウ・ダイチ
声 - 杉田智和
23歳。格闘技を得意とする。スイートソルジャーデザートVでは、マカロン・ネイビーの代役を務める。
ブソウ・シュン
声 - 浪川大輔
24歳。スイートソルジャーデザートVでは、チョコ・レッドの代役を務める。
ヒューガ・ヒカル
声 - 渕上舞
20歳。スイートソルジャーデザートVでは、パフェ・ピンクの代役を務める。
ツルギ・サキ
声 - Lynn
22歳。足技を得意とする。普段はおとなしい性格をしている。スイートソルジャーデザートVでは、ラングドシャー・ホワイトの代役を務める。
キバ・キハン
声 - 小西克幸
カカオ・バレンタイン
声 - 関智一
新人社員への指導を担当する。本来のチョコ・レッド。
ギンガの母
声 - 井上喜久子

## ヒーローカンパニー
ヒーローを派遣する会社。ヒーローの所属する実戦部のほかに、総務部や営業部や監査室など通常の会社にも存在する部も設けられている。おおまかな組織図は単行本2巻p204-p205で確認できる。

### 社訓
第1話に登場している。8か条から成る。
1. 街を守れ
2. 人の命を守れ
3. 自分の命も守れ
4. 弱いものから守れ
5. 会社の利益も守れ
6. 自分の生活を守れ
7. 正義を守れ
8. できれば平和も守れ

### 戦隊課
「5人組」と呼ばれる戦隊のチームが所属する課。正体の詳細は、#登場人物を参照。同じ部署内の仲間が本当のピンチのときには他の戦隊が駆けつける（ただし、レッド不在時のみ）という暗黙のルールを持つ。
| チーム名                     | 戦士名                   | 正体                                                                                       | 備考                                                                |
| ---------------------------- | ------------------------ | ------------------------------------------------------------------------------------------ | ------------------------------------------------------------------- |
| スイートソルジャーデザートV  | チョコ・レッド           | カカオ・バレンタイン ブソウ・シュン（代役）                                                | 合体技：スイートドルチェイサー                                      |
| スイートソルジャーデザートV  | マカロン・ネイビー       | フガシ・コンマル ハドウ・ダイチ（試着/代役） ブソウ・シュン（試着） アマノ・ギンガ（試着） | 個人技：ロングレンジヨーヨー 合体技：スイートドルチェイサー         |
| スイートソルジャーデザートV  | ソフト・イエロー         | マキバ・イッポン アマノ・ギンガ（代役）                                                    | 個人技：ソフトルネードジャンプ 合体技：スイートドルチェイサー       |
| スイートソルジャーデザートV  | ラングドシャー・ホワイト | セイカ・イシヤ ツルギ・サキ（代役）                                                        | 個人技：ラングドシャーシザースターン 合体技：スイートドルチェイサー |
| スイートソルジャーデザートV  | パフェ・ピンク           | ミネ・モモナ ヒューガ・ヒカル（試着/代役） ツルギ・サキ（試着）                            | 個人技：トルネードパフェビンタ 合体技：スイートドルチェイサー       |
| クールソルジャーアイサーティ | マーブルバニラ           | ブソウ・コウ                                                                               |                                                                     |
| クールソルジャーアイサーティ | ハロウィンミント         | ハブ・アロマ                                                                               |                                                                     |
| クールソルジャーアイサーティ | マッチャダイナゴン       | ムシャノコウジ・ササゲ                                                                     |                                                                     |
| クールソルジャーアイサーティ | バナナブラウニー         | グロス・ミッチェル                                                                         |                                                                     |
| クールソルジャーアイサーティ | ラブポーションベリー     | クキ・イチゴ                                                                               |                                                                     |
| 握る正義の大回転ゴレンズシ   | スシレッド               | ホンマ・グレート                                                                           |                                                                     |
| 握る正義の大回転ゴレンズシ   | スシブルー               | アキサバ・ヒカリ                                                                           |                                                                     |
| 握る正義の大回転ゴレンズシ   | スシイエロー             | アツヤキタ・ギョク                                                                         |                                                                     |
| 握る正義の大回転ゴレンズシ   | スシピンク               | シュリ・アマエ                                                                             |                                                                     |
| 握る正義の大回転ゴレンズシ   | グンカンブラック         | バラコ・マキ                                                                               |                                                                     |

## OVA
2015年10月発売の単行本第8巻で、OVA収録のDVD付き特装版が発売される。

### スタッフ
- 監督 - ボブ白旗
- 脚本 - 広田光毅
- キャラクターデザイン - 田頭しのぶ
- アニメーション制作 - スタジオディーン